# Vampire (Rollenspiel)
| Pen&Paper-Rollenspiel                                                         |
| ----------------------------------------------------------------------------- |
| - Vampire: Die Maskerade - Vampire: Requiem                                   |
| Live-Rollenspiel                                                              |
| - Gesetze der Nacht - The Requiem                                             |
| Sammelkartenspiel                                                             |
| - Vampire: The Eternal Struggle                                               |
| Computerspiel                                                                 |
| - Vampire: The Masquerade – Redemption - Vampire: The Masquerade – Bloodlines |

Vampire (engl. ˈvæmpaɪə) ist der Titel verschiedener Rollenspiele des amerikanischen Spieleverlags White Wolf. Diese Spiele wurden z. T. vom Mannheimer Verlag Feder&Schwert auf Deutsch veröffentlicht.
Unter den zahlreichen Spielen und Rollenspielen, die die mythologische Figur des Vampirs in den Mittelpunkt stellen, zählen die Spiele von White Wolf mit Abstand zu den populärsten. Mit der Spielwelt „Welt der Dunkelheit“ (im Original: World of Darkness) und dem darin angesiedelten Vampirspiel „Vampire: Die Maskerade“ (im Original: Vampire: The Masquerade) löste der Verlag einen regelrechten Vampirspiel-Boom Anfang der 1990er-Jahre aus. 2004 wurde die über mehrere Ausgaben des Maskerade-Spiels fortlaufende Hintergrundgeschichte abgeschlossen und die Publikation dieses Spiels eingestellt. Allerdings wurde vom Verlag eine neue Spielwelt geschaffen, die ebenfalls „Welt der Dunkelheit“ heißt. In dieser neuen Spielwelt geht das Spiel „Vampire: Requiem“ (im Original: Vampire: The Requiem) die Vampire-Thematik von anderen Seite aus an (vergleichbar mit zwei getrennten Vampir-Romanserien mit jeweils eigener Story und Hintergrundwelt).
Der Ausdruck „Vampire“ wird umgangssprachlich für jedes dieser Spiele mit Vampire-Thema verwendet, vor allem weil sie das Wort im Titel tragen. Andere Spiele mit Vampire-Thema werde dagegen selten so bezeichnet.

## Vampire-Spiele von White Wolf
Die Vampire-Systeme von White Wolf sind klassische Pen-&-Paper-Rollenspiele (in Deutschland erschienen beim Verlag Feder und Schwert), in dem die Spieler in die Rolle von Vampiren schlüpfen können. Hierbei sind zwei völlig voneinander getrennte Spielreihen zu unterscheiden, die von White Wolf verlegt werden:

### Vampire: The Masquerade
Das ursprüngliche Vampire-Spiel trägt den Titel Vampire: The Masquerade und erschien 1991. Weitere Auflagen mit jeweils überarbeiteten Regeln und Informationen zur sich verändernden Welt der Vampire folgten in den Jahren 1992 und 1998. Kennzeichnend für das Maskerade-Setting war der Kains-Mythos, der im Zentrum des Vampirglaubens an einen Urvater aller Vampire stand, und das Wirken uralter Vampire, die aus dem Verborgenen heraus einen weltweiten heiligen Krieg gegeneinander führten. Typisch für das System waren außerdem geheime Verschwörungen, die sich oft über mehrere Jahrhunderte erstreckten, eine enge Verknüpfung der Geschichte der Kainskinder und der Geschichte der ahnungslosen "Normalsterblichen" und der im Laufe des Spiels voranschreitende Metaplot des Spiels. Dessen unvermeidlicher Abschluss – eine Art vampirisches Armageddon, genannt Gehenna – war schon in der Erstauflage des Spiels vorgezeichnet worden, um 2004 seinen Höhepunkt und Abschluss zu finden. Der sequentielle Aufbau des Spieles und die systematische Hinleitung auf ein großes Finale zog viele Spieler in seinen Bann, die nach Abschluss der Serie 2004 zum Teil enttäuscht bis verärgert waren.

Der deutsche Titel ist „Vampire: Die Maskerade“.

### Vampire: The Requiem
Aufgrund der Beliebtheit des Maskerade-Spiels hatte dessen Nachfolger Vampire: The Requiem mit einigen Schwierigkeiten zu kämpfen, wozu auch einige unglückliche, wenngleich nur scheinbare Ähnlichkeiten zwischen beiden Spielen beitrugen (wie die Beibehaltung bestimmter zentraler Regelmechanismen, das Festhalten am Konzept des "Vampirclans" und einiger Namensparallelen). Im Gegensatz zu Maskerade ist Requiem mehr auf das Schicksal des einzelnen Vampirs und die Intrigenspiele innerhalb einzelner Städte ausgerichtet – weltweite riesige Verschwörungen finden bei Requiem nicht statt. Ein weiterer Unterschied ist der Bruch mit der Tradition des Kanon und Metaplots: Requiem folgt wie die gesamte neue Welt der Dunkelheit einem Baukastenprinzip, in dem jeder Erzähler die beschriebenen Elemente frei kombinieren und umgestalten kann, um seine eigene Geschichte zu transportieren.

### Die Welt der Dunkelheit
Gemein ist beiden Vampire-Spielen, dass sie im „Hier und Jetzt“ unserer modernen Welt angesiedelt sind, die aber neben Menschen auch von Werwölfen, Magiern, Feenwesen, Geistern und anderen Schauergestalten bevölkert ist. Die Welt wird daher als World of Darkness (Welt der Dunkelheit) bezeichnet und die Produkte beider Vampire-Serien tragen das Logo der jeweiligen Spielwelt auch dem Buchrücken.

Die Welt der Dunkelheit des Maskerade-Spiels wird vom Verlag als „classic World of Darkness“ (cWoD) bezeichnet während die neuere schlicht „World of Darkness“ heißt. Bevor diese Namensgebung durch den Verlag aufkam hatten Fans allerdings bereits die Begriffe „alte Welt der Dunkelheit“/„old World of Darkness“ (aWdD bzw. oWoD oder WoD1) und „neue Welt der Dunkelheit“/„new World of Darkness“ (nWdD bzw. nWoD oder WoD2) geprägt.
In beiden Spielwelten sind auch noch weitere Spiele angesiedelt, die sich mit den Menschen oder anderen übernatürlichen Wesen als Spielercharaktere befassen. Für eine Übersicht über diese Spiele siehe World of Darkness#Die Rollenspiele.

### Alternative Spielwelten
- „Vampire aus der alten Welt“ (engl.: Dark Ages: Vampire) beschreibt die Spielwelt A.D. 1198 (1. und 2. Edition) bzw. A.D. 1230 (3. Edition).
- „Victorian Age: Vampire“ (nur in Englisch erschienen) beschreibt die Spielwelt um das Jahr 1880 mit Fokus auf viktorianischem England.
- „Kindred of the Ebony Kingdom“ (nur in Englisch erschienen) beschreibt die Kultur und besonderen Blutlinien der Vampire im Afrika der Neuzeit.
- „Kinder des Lotos“ (engl.: Kindred of the East) beschreibt die Kultur der Vampire des Fernen Ostens (die „Kuej-jin“ oder auch „Cathayer“ genannt werden).

Für das Spiel Vampire: The Requiem ist ein alternatives Setting Altes Rom erschienen.

### Spiele abseits des Spieltisches
In Deutschland existieren viele aktive Spielergruppen, die Vampire sowohl als klassisches Pen-&-Paper-Rollenspiel – als auch in Form eines Live-Rollenspiels (Live Action Role Playing (LARP)) spielen. Anders als bei den bekannten Fantasy LARPs stehen bei Vampire Live Spielen aber zumeist Intrigen und nicht Kämpfe mit Latexwaffen im Vordergrund. Außerdem sind Vampire Live Spiele klassischerweise als PvP ausgelegt, bei denen jeder gegen jeden antritt und versucht, den Stand der eigenen Spielfigur in der Gesellschaft der Vampire (bei Requiem Danse Macabre genannt, bei Maskerade von der weltweiten Sekte der Camarilla dominiert) zu verbessern.
Des Weiteren existieren auch Spielergruppen, deren Mitglieder über Deutschland verteilt sind, die Vampire als klassisches Pen-&-Paper-Rollenspiel über Skype oder Teamspeak (VoIP) am PC spielen.
Nach den Regeln des Tisch-Rollenspiels sind auch die Activision Computerspiele Vampire: The Masquerade – Redemption und Vampire: The Masquerade – Bloodlines entstanden.
Für Vampire: The Masquerade ist ein Massively Multiplayer Online Role-Playing Game angekündigt worden, für das White Wolf mit seinem 2006 fusionierten Partnerunternehmen CCP Games (Macher von EVE Online) zusammenarbeiten wird.

### Romane zum Spiel
Sowohl zu Vampire: The Masquerade als auch zu Vampire: The Requiem existieren mehrere Romane und Roman-Serien von unterschiedlicher Qualität.

## Andere Vampir-Rollenspiele
Neben einer GURPS-Fassung des Rollenspiels Vampire: The Masquerade existieren zwei Vampir-Rollenspiele der Firma Wanadoo. Im ersten Spiel „Dracula – Resurrection“ muss sich der Spieler als Jonathan Harker den bösen Mächten Draculas stellen. Dieses Spiel basiert auf der gleichnamigen Romanvorlage von Bram Stoker. Im zweiten Teil (eine Fortsetzung zum ersten Spiel) „Dracula 2 – die letzte Zufluchtsstätte“ kehrt Dracula zurück und bemächtigt sich der Frau des Helden. Dieser muss sich nun durch diverse Gefahren begeben, um seine Frau aus den Klauen des Monsters zu befreien.
Natürlich existieren auf dem Computer und in der Online-Welt viele weitere Spiele mit Vampir-Schwerpunkt. Im klassischen Tisch-Rollenspiel-Bereich existieren zwar zahllose Horror-zentrierte Spiele (wie die Kampagnenwelt Ravenloft für das Fantasy-Spiel Dungeons & Dragons), aber kaum solche, in denen die "Helden" selbst Vampire sind.
Ein interessanter Ausreißer ist das für das D6-System von West End Games gemachte Spiel mit Namen Bloodshadows. In diesem Pulp-zentrierten Spiel vermischen sich Stilelemente von Fantasy, Horror und Film Noir. Im Bloodshadows-Spiel ist es somit möglich, z. B. einen Vampir-Privatdetektiv im Trenchcoat zu spielen, der mit seinem mit heiligen Kugeln geladenen Revolver eine Mordserie aufzuklären versucht.
Ein Spiel, bei dem neben Vampiren auch viele andere übernatürliche Wesen parallel gespielt werden können, ist Everlasting.